# Chad Kroeger

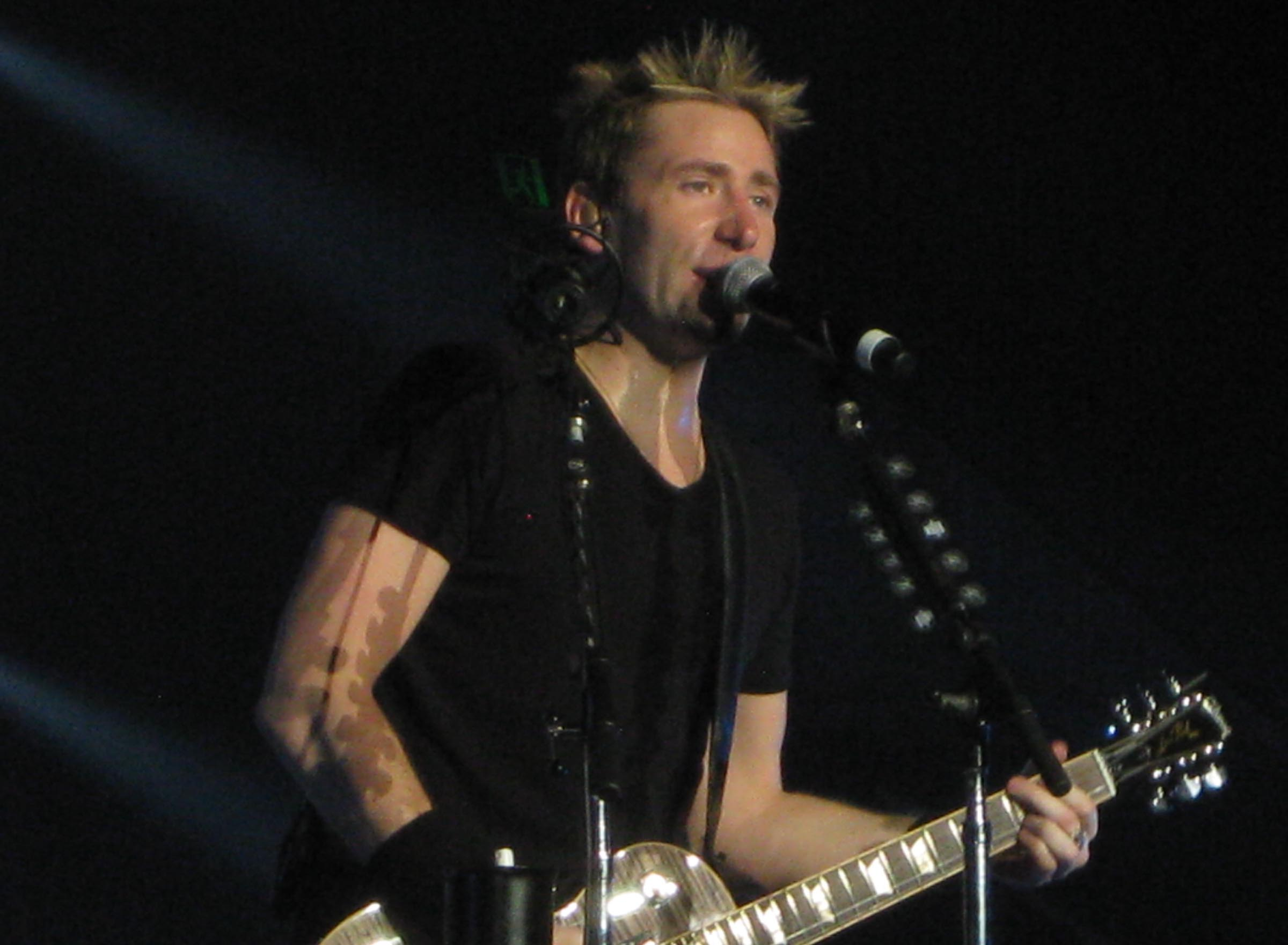
Chad Kroeger in 2012

Chad Kroeger, artiestennaam van Chad Robert Turton (Hanna, 15 november 1974), is de zanger-gitarist van de Canadese rockgroep Nickelback. Hij richtte de groep op in 1995 samen met zijn halfbroer Mike Kroeger en Ryan Peake.
Sinds het album Silver side up is Kroeger multimiljonair geworden en heeft een deel van dit geld geïnvesteerd in een eigen opnamestudio. In 2002 stichtte Kroeger eveneens een muzieklabel, 604 Records (VI-O-IV Records), samen met zijn advocaat. Tot dit label behoren onder andere de groepen Theory of a Deadman, Sonic Bloom, Thornley, The Armchair Cynics en Marianas Trench.
Op 1 juli 2013 trouwde Kroeger met Avril Lavigne. Het huwelijk eindigde in 2016.

## Solocarrière
In 2002 had Kroeger ook nog een kortstondige solocarrière. Voor de film Spider-Man uit datzelfde jaar nam hij samen met Josey Scott van de band Saliva de single Hero op. Het werd een bescheiden hitje in Nederland met een 22e positie in de Top 40. Verder speelden Tyler Connolly van Theory of a Deadman (gitaar), Paul Iverson van Strange Advance (bas), Matt Cameron van Pearl Jam (drums) en Mike Kroeger (bas) mee. Voor de videoclip viel Jeremy Taggart van Our Lady Peace in voor Matt Cameron, die wegens privéomstandigheden verstek moest laten gaan.
| Single met eventuele hitnotering(en) in de Nederlandse Top 40 | Datum van verschijnen | Datum van binnenkomst | Hoogste positie | Aantal weken | Opmerkingen                                                 |
| ------------------------------------------------------------- | --------------------- | --------------------- | --------------- | ------------ | ----------------------------------------------------------- |
| Hero                                                          | 2002                  | 25-05-2002            | 22              | 5            | met Josey Scott / Nr. 34 in de Single Top 100 / Alarmschijf |
| Into the night                                                | 2007                  | -                     | tip 11          | -            | met Santana                                                 |
| Let me go                                                     | 2013                  | -                     | tip 13          | -            | met Avril Lavigne                                           |

- Bibliothèque nationale de France: cb141948885 (data)
- Gemeinsame Normdatei: 135499429
- International Standard Name Identifier: 0000 0000 7841 3367
- Library of Congress Control Number: no2002040893
- MusicBrainz: a59edb65-fae2-4344-b77a-5232516d4d7a
- Nationale Bibliotheek van Tsjechië: xx0097867
- Nationale Bibliotheek van Israël: 987007397586005171
- Virtual International Authority File: 90617548
- WorldCat: E39PBJdgYFMhHgcGY4jJ3vqWjC